# المستطيلات (آثار)
المستطيلات هي آثار على شكل هياكل حجرية ضخمة، تُعرف محلياً بمسمى «المستطيلات»، وهي أقدم آثار على وجه الأرض، ويتجاوز عمرها سبعة آلاف سنة، وتم اكتشافها في مواقع عديدة في شمال غرب السعودية بمحافظة العلا.

## التسمية
قامت الهيئة الملكية لمحافظة العلا، بإعادة تسمية هذه الهياكل لتطلق عليها اسم «المستطيلات»، نظراً لشكلها العام، ولتجنب حصول أي التباس بينها وبين أي آثار أخرى.

## وظيفة المستطيلات
أظهرت الحفريات لرأس أحد المستطيلات في مشروع العلا عام 2019 عن بقايا من الحيوانات، على وجه التحديد القرون والجماجم. وتم تحديد مجموعة من الماشية والأغنام والماعز والغزلان. ويمكن تفسير هذه البقايا على أنها «قربان». ويبدوا بأنها وظيفة طقسية بناءً على نوع وموقع هذه البقايا الحيوانية.

## التاريخ
تم اكتشاف هذه المستطيلات الغامضة لأول مرة، في سبعينيات القرن الماضي، لكنها لم تحظ باهتمام كبير من قبل الباحثين في تلك الفترة، حيث تم تسجيل أكثر من 1000 من هذه الهياكل في المملكة العربية السعودية، وتغطي مساحة قدرها 200 ألف كيلومتر مربع. حيث أوضحت جامعة "كامبريدج"، أن تلك المستطيلات تعد أقدم الطقوس على وجه الأرض حيث يعود تاريخها إلى 7000 سنة، وكانت تستخدم في أواخر العصر الحجري لتقديم القرابين من المواشي.

## إنجازات الإنسان القديم
تُعرف هذه الهياكل مجتمعة باسم «إنجازات الإنسان القديم»، ويتدرج تاريخها من عصر الهولوسين الأوسط ما بين (6500-2800) قبل الميلاد حتى الوقت الحاضر.

## الخصائص
تتألف المستطيلات من كتل متراصة من الحجر الرملي، وبعضها يزن أكثر من 500 كيلوغرام، وطول هذا المستطيل يتراوح بين 20 متر وحتى 600 متر، ولا يتجاوز علو الجدران المحيطة 1.2 متر. وحسب تصريح الباحث هاغ طوماس أن هذه المستطيلات لم يجرى تصميمها حتى تحتفظ بشيء ما بداخلها.

## الأقدمية
أعلنت جامعة كامبريدج البريطانية، من خلال دراسة تم تمويلها من الهيئة الملكية لمحافظة العلا، أفادت بأن المستطيلات تُعد أقدم من الأهرامات المصرية والدوائر الحجرية في بريطانيا؛ مما يجعل المستطيلات أقدم منظر طبيعي أثري تم تحديده على وجه الأرض.

## انظر ايضاً
- ثقب المفتاح (آثار)